# Litteraturåret 1985

## Händelser
- 19 juni – Förlaget Bra Böcker i Höganäs får i uppdrag av Sveriges regering att ge ut ett nytt svenskt uppslagsverk, en nationalencyklopedi. Första bandet beräknas komma 1989, och om ytterligare 5-6 år beräknas hela verket vara klart.[1]
- 20 augusti – Robert Anton Wilsons pjäs Wilhelm Reich in Hell har urpremiär på Edmund Burke Theatre i Dublin.
- 20 december – Professor Göran Malmqvist tillträder på stol nummer fem i Svenska akademien.[1]
- okänt datum – Ett årligt litteraturstipendium på 10 000 € instiftas av staden Köln till minne av den tyske författaren och poeten Rolf Dieter Brinkmann. Det kallas helt enkelt för Rolf-Dieter-Brinkmann-Stipendium.

## Priser och utmärkelser
- Nobelpriset – Claude Simon, Frankrike[2]
- ABF:s litteratur- & konststipendium – Helga Henschen
- Aftonbladets litteraturpris – Ulf Gyllenhak
- Aniarapriset – Tomas Tranströmer
- Astrid Lindgren-priset – Viveca Sundvall
- Bellmanpriset – Kjell Espmark
- BMF-plaketten – Marianne Fredriksson för Simon och ekarna
- BMF-Barnboksplaketten – Viveca Sundvall och Eva Eriksson för Vi smyger på Enok
- Carl Emil Englund-priset – Jan Gehlin för Tidigt om morgonen
- Dan Andersson-priset – Stig Sjödin
- De Nios Stora Pris – Göran Palm
- De Nios Vinterpris – Kerstin Strandberg
- De Nios översättarpris – Eva Alexanderson
- Doblougska priset – Bengt Anderberg och Sara Lidman, Sverige samt Arnljot Eggen och Bergljot Hobæk Haff, Norge
- Edith Södergran-priset – Merja-Riitta Stenroos
- Elsa Thulins översättarpris – Hans Björkegren
- Frank Heller-priset – Alf Henrikson
- Goncourtpriset – Yann Queffelec för Les Noces barbares
- Gun och Olof Engqvists stipendium – Hans Björkegren och Ebbe Linde
- Hedenvind-plaketten – Folke Fridell
- Kellgrenpriset – Lars Norén
- Letterstedtska priset för översättningar – Eva Alexanderson för översättningen av Umberto Ecos Rosens namn
- Litteraturfrämjandets stora pris – Karl Rune Nordkvist[1]
- Litteraturfrämjandets stora romanpris – Jan Myrdal[1]
- Lotten von Kræmers pris – Erik Mesterton
- Lundequistska bokhandelns litteraturpris – Peter Nilson
- Nils Holgersson-plaketten – Mats Larsson
- Nordiska rådets litteraturpris – Antti Tuuri, Finland för romanen Pohjanmaa (En dag i Österbotten)[1]
- Pilotpriset – Birgitta Trotzig[1]
- Prix Femina Étranger – John Maxwell Coetzee
- Rabén & Sjögrens översättarpris – Eva Liljegren
- Schückska priset – Louise Vinge och Johan Wrede
- Signe Ekblad-Eldhs pris – Per Agne Erkelius och Bengt Söderbergh
- Stiftelsen Selma Lagerlöfs litteraturpris – Sara Lidman[1]
- Stig Carlson-priset – Stig Larsson
- Studieförbundet Vuxenskolans författarpris – Pelle Sollerman och Maj-Britt Nergård
- Svenska Akademiens tolkningspris – Zygmunt Lanowski
- Svenska Akademiens översättarpris – Ingalisa Munck
- Svenska Dagbladets litteraturpris – Peter Nilson för Guldspiken
- Sveriges Radios Lyrikpris – Nils-Åke Hasselmark
- Tegnérpriset – Rolf Edberg
- Tidningen Vi:s litteraturpris – Staffan Söderblom
- Tollanderska priset – Johannes Salminen
- Tucholskypriset – Adam Zagajewski, Polen
- Östersunds-Postens litteraturpris – Gunnar Kieri
- Övralidspriset – Sven Delblanc

## Nya böcker

### A – G
- Alfons och Milla av Gunilla Bergström[3].
- Breven till Nattens drottning av Inger Edelfeldt
- Cecilia Vasa av Martin Perne
- Ciderhusreglerna av John Irving
- Decline and Fall of the Freudian Empire av Hans Eysenck
- Den gamle gringon av Carlos Fuentes
- Den goda terroristen av Doris Lessing
- Den svåra resan av Pär Lagerkvist (postumt, skriven ca 1926)
- Dikter av Hjalmar Gullberg
- Drottningholm – slottet vid vattnet av Jan Mårtenson
- Draken med de röda ögonen av Astrid Lindgren[4]
- Dykungens dotter av Birgitta Trotzig[5]
- Eiswasser an der Guadelupe Str. av Rolf Dieter Brinkmann
- Emils hyss nr 325 av Astrid Lindgren[4]
- Erzählungen av Rolf Dieter Brinkmann
- Frihet av Ivar Lo-Johansson
- Fågelvägen av Ola Larsmo
- För isdemoner är fan en snögubbe av Elsa Grave
- Guldspiken av Peter Nilson

### H – N
- Hallonfallet av Göran Tunström (tidigare utgiven 1967 under pseudonymen Paul Badura Mörk)
- Häxmästaren av Jan Mårtenson
- I det gula: tavlor, resor, ras av Katarina Frostenson
- Janne, min vän av Peter Pohl
- Julberättelser av Astrid Lindgren[6]
- Kams – tokerier från Ådalen av Lars Molin
- Krigens barn av Per Anders Fogelström
- Kärlek i kolerans tid av Gabriel García Márquez
- Lavendelvisa av Agneta Klingspor
- Maria ensam av Sven Delblanc
- Nedstörtad ängel av P.O. Enquist[5]

### O – U
- Ordlek-diktlek av Sandro Key-Åberg
- Passionsspelet av Jonas Gardell
- Rädda Joppe – död eller levande av Gunnel Linde
- Sabina av Vibeke Olsson
- Sátántangó av László Krasznahorkai
- Simon och ekarna av Marianne Fredriksson[5]
- Sjätte munnen av Lars Ahlin
- Skattsökaren av Jean-Marie Gustave Le Clézio
- Skuggans återkomst eller Don Juan går igen av Lars Gyllensten
- Socker-Conny av Joakim Pirinen[5]
- Sune börjar tvåan av Anders Jacobsson och Sören Olsson[7]
- Sändebud från Spegelstaden av Janet Frame
- Ta rygg av Peter Kihlgård
- Till de sörjande av Sandro Key-Åberg
- Till fots genom solsystemen. En studie i Edith Södergrans expressionism av Ernst Brunner
- Tjänarinnans berättelse av Margaret Atwood

### V – Ö
- Vi smyger på Enok av Viveca Lärn[8].

## Födda
- 3 januari – Carolina Fredriksson, svensk författare.

## Avlidna
- 11 januari – Henry Olsson, 88, svensk litteraturforskare och ledamot av Svenska Akademien.[1]
- 19 januari – Eric Voegelin, 84, tysk politisk filosof.
- 10 mars – Torsten Ehrenmark, 65, svensk journalist, korrespondent, kolumnist, radiopratare och författare.
- 7 april – Angela Rohr, 95, österrikisk och sovjetisk läkare och författare.
- 16 juli – Heinrich Böll, 67, västtysk författare, nobelpristagare 1972.[1]
- 1 augusti – Willy Granqvist, 36, svensk författare och radioman.
- 9 augusti – Mauri Sariola, 60, finsk författare
- 12 augusti – Folke Fridell, 80, svensk författare.[1]
- 30 september – Simone Signoret, 64, fransk skådespelare och författare.
- 13 oktober – Tage Danielsson, 57, svensk komiker, författare, regissör och skådespelare.

### Fotnoter
1. 1 2 3 4 5 6 7 8 9 10   Horisont 1985. Bertmarks
2. ↑  ”Nobelpriset i litteratur”. https://www.nobelprize.org/prizes/lists/all-nobel-prizes-in-literature/. Läst 20 mars 2011.
3. ↑  ”Alfons Åberg”. Arkiverad från originalet den 8 december 2012. https://web.archive.org/web/20121208044934/http://www.alfons.se/fakta_bok_alfons.asp. Läst 21 mars 2011.
4. 1 2  ”Astrid Lindgren”. http://www.astridlindgren.se/verken/bocker/bilderbocker. Läst 21 mars 2011.
5. 1 2 3 4  Gradvall, Nordström, Nordström, Rabe, Jan, Björn, Ulf, Anina. Tusen svenska klassiker. Norstedts Förlagsgrup. Läst 12
6. ↑  ”Astrid Lindgren”. http://www.astridlindgren.se/verken/bocker/antologier. Läst 21 mars 2011.
7. ↑  Sune Arkiverad 26 oktober 2011 hämtat från the Wayback Machine.
8. ↑  ”Viveca Lärn”. Arkiverad från originalet den 26 september 2011. https://web.archive.org/web/20110926012117/http://www.vivecalarn.com/litteraturlista.htm. Läst 21 mars 2011.